# Panolis clausa
Panolis clausa är en fjärilsart som beskrevs av Barend J. Lempke 1940. Panolis clausa ingår i släktet Panolis och familjen nattflyn. Inga underarter finns listade i Catalogue of Life.